# Microphyes
Microphyes es un género de plantas con flores con cuatro especies  perteneciente a la familia de las cariofiláceas.

## Taxonomía
El género fue descrito por Rodolfo Amando Philippi y publicado en Florula Atacamensis seu Enumeriatio . . . 20. 1860. La especie tipo es: Microphyes litoralis Phil. 

## Especies
- Microphyes lanuginosa Phil.
- Microphyes litoralis Phil.
- Microphyes minima (Miers ex Colla) Briq.
- Microphyes robustus Ricardi